# 臺中世界花卉博覽會辦公室
臺中世界花卉博覽會辦公室（簡稱臺中花博辦公室）是中華民國臺中市政府因應臺中世界花卉博覽會所成立的任務編組機關，位於臺中市政府陽明大樓，負責臺中世界花卉博覽會相關業務。
1. ↑  【台中市】2018臺中世界花卉博覽會 （页面存档备份，存于） ，建築電子報